# إينادي غاربوزوف
إينادي غاربوزوف (بالروسية: Геннадий Гарбузов)‏ (11 سبتمبر 1930 – 21 أكتوبر 2009) هو ملاكم روسي راحل، مثّل بلاده في الألعاب الأولمبية الصيفية 1952 وحقق الميدالية البرونزية في فئة وزن البانتام

## روابط خارجية
إينادي غاربوزوف على موقع أوليمبيديا (الإنجليزية)